# Styrax manmul
Styrax manmul är en storaxväxtart som beskrevs av B. Wallnöfer. Styrax manmul ingår i släktet Styrax och familjen storaxväxter. Inga underarter finns listade i Catalogue of Life.